# Drežnica (Ogulin)
Drežnica (u SFRJ Partizanska Drežnica) je naselje u Republici Hrvatskoj, u sastavu Grada Ogulina, Karlovačka županija.
Površina naselja je 137,5 km2 ali sa zaseocima Brezno, Debeli Lug i Ponorac (danas dio naselja Musulinski Potok) predstavlja najveću katastarsku općinu u Hrvatskoj (176 km2), od toga je 125 km2 pod šumom.

## Zemljopis
Smještena je u masivu Velike Kapele na tri krška polja: Lug, Krakarsko polje i Drežničko (Veliko) polje, nadmorske visine od 439 do 468 m.

Najniže Veliko polje često je plavljeno i jedino nije naseljeno, jedinstveno je po samonikloj šumi hrasta lužnjaka.

Gore Velika Javornica (1375 m) i Mala Javornica odvajaju ovaj kraj od Primorja, ujedno su i razvodno gorje jer je ovdje (kao i u Mrzloj Vodici u Gorskom kotaru) crnomorski slijev najbliži Jadranu.

Drežnica ima mnogo "sela" i nepovezanih zaselaka: Krakar, Radojčići, Palice i Padalište, Trbovići, Jagetići i Pražići, Tomići, Vukelići, Vrujac i Šekići, Seočani (Bosnići, Škipine i Zečevo brdo), Zrnići, Nikolići (Čorti i Lokva), Centar i Maravić Draga, Selište (Radulovići, Papeži i Kuboti).

## Povijest
Srednjovjekovna povijest slabo je poznata. Selo Krakar se spominje 1486. u Modruškom urbaru, a 1499. god. kao Zahumje u sa selima Bitoraj, Jesen, Selca i Krakar.

U 16. stoljeću ovaj prostor je potpuno opustio. Pravoslavni Vlasi (Srbi) (...Valachi siue Rasciani uel ut verius dicam Serviani nam ex regno Serviae prodierunt) naselili su se u Drežnicu i Jasenak u 17. stoljeću. Dovodi ih kapetan ogulinski Gašpar Frankopan i prije njega Vid Kisel vjerojatno iz Cazinske krajine i Ostrošca na Uni te dolaze sekundarnim seobama iz Gomirja. Po doseljenju podigli su drvene crkve u središtu Drežnice, Krakaru i Nikolićima. 1842. godine završena je i posvećena pravoslavna crkva crkva Roždestva Presvete Bogorodice u središtu Drežnice.  U drugom je svjetskom ratu spaljena, a danas se obnavlja.
Pred Drugi svjetski rat, Drežnica je imala 5000 stanovnika i bila je najveća općina u ogulinskom kotaru. U to doba imala je dvije pilane od koje je jedna imala parionu i sušaru s modernom stolarijom.
U Drugom svjetskom ratu, polovica stanovništva je sudjelovala u NOB-u, Drežnica je više puta bila potpuno spaljena i imala preko 1000 žrtava.
Po okupaciji počinje fašistički teror i drežnički partizani poduzimaju niz značajnih akcija protiv talijanskog okupatora i ustaša. Drežnički kraj postaje važan slobodni teritorij na kojem je od veljače 1942. do siječnja 1944. u šumi Javornici bila je smještena partizanska bolnica br.7. Tamo se danas nalazi spomen-kosturnica. U spomen na tolike žrtve 1970. je preimenovana u Partizansku Drežnicu i 1980. godine započeta je izgradnja Spomen-doma škole sa športskom dvoranom. Škola je dovršena 1993. godine, dok je ostalo pod krovom, ali nedovršeno.

## Stanovništvo
Prema popisu stanovništva iz 2001. godine, naselje je imalo 729 stanovnika te 311 obiteljskih kućanstava.
| broj stanovnika | 2458  | 3226  | 3609  | 3839  | 4370  | 4678  | 4250  | 4274  | 2388  | 2382  | 2144  | 1450  | 1126  | 891   | 729   | 516   | 356   |
|                 | 1857. | 1869. | 1880. | 1890. | 1900. | 1910. | 1921. | 1931. | 1948. | 1953. | 1961. | 1971. | 1981. | 1991. | 2001. | 2011. | 2021. |

## Obrazovanje
U naselju se nalazi i područna Osnovna škola Ivane Brlić-Mažuranić. Djeluje i SKUDD "Đurđevdan" - srpsko kulturno umjetničko i duhovno društvo iz Drežnice.

## Znamenitosti i spomenici
- Crkva Roždestva Presvete Bogorodice, pravoslavna crkva